# Saison 1 de New Girl
Chronologie
Saison 2
La première saison de New Girl, série télévisée américaine, est constituée de vingt-quatre épisodes et a été diffusée du 20 septembre 2011 au 8 mai 2012 sur FOX, aux États-Unis.

## Synopsis
Après des déboires amoureux, une jeune femme va s'installer à Los Angeles en colocation avec trois hommes.

## Distribution

### Acteurs principaux
- Zooey Deschanel (VF : Barbara Beretta) : Jessica « Jess » Day
- Jake Johnson (VF : Nicolas Beaucaire) : Nick Miller
- Max Greenfield (VF : Sébastien Desjours) : Schmidt
- Lamorne Morris (VF : Raphaël Cohen) : Winston Bishop
- Hannah Simone (VF : Fily Keita) : Cecilia « Cece » Parekh

### Acteurs récurrents
- Justin Long (VF : Taric Mehani) : Paul Genzlinger
- Lizzy Caplan (VF : Hélène Bizot) : Julia
- Rachael Harris (VF : Gwenaëlle Jegou) : Tanya LaMontagne
- June Diane Raphael (VF : Olivia Dutron) : Dr Sadie
- Kali Hawk (en) (VF : Élodie Ben) : Shelby
- Gillian Vigman (VF : Marie Zidi) : Kim
- Michaela Watkins (VF : Marie-Madeleine Burguet-Le Doze) : Gina
- Dermot Mulroney (VF : Renaud Marx) : Russell
- Mary Elizabeth Ellis (VF : Flora Kaprielian) : Caroline

### Invités
- Katie Cassidy (VF : Virginie Kartner) : Brooke (épisode 3)
- Natasha Lyonne : Gretchen (épisode 3)
- Lake Bell : Amanda (épisode 4)
- Stephen Amell : Kyle, petit ami de Cece (épisodes 9 et 13)
- Jeff Kober (VF : Bernard Métraux) : Remy (épisodes 12 et 24)
- Clark Duke (VF : Jerome Wiggins) : Cliff (épisode 13)
- Ryan Kwanten (VF : Axel Kiener) : Oliver (épisode 13)
- Martin Starr : Dirk (épisode 18)
- Rebecca Reid (VF : Bénédicte Bosc) : Nadia (épisodes 19 et 22)
- Katrina Bowden : Holly (épisode 19)
- Phil Hendrie (VF : Sylvain Lemarié) : Joe Napoli (épisodes 20, 21 et 23)
- Jeanne Tripplehorn : Ouli (épisodes 21 et 22)
- Thomas Lennon : Neil (épisode 24)

## Production

### Développement
Le 28 septembre 2011, Fox a commandé onze épisodes supplémentaires, portant le nombre d'épisode de la saison à vingt-quatre.

### Casting
Entre septembre 2011 et mars 2012, les acteurs Justin Long, Lizzy Caplan, Rachael Harris, June Diane Raphael, Kali Hawk (en), Dermot Mulroney et Mary Elizabeth Ellis ont obtenu un rôle récurrent lors de la saison.
Entre août 2011 et mars 2012, Katie Cassidy, Natasha Lyonne, Lake Bell, Clark Duke, Ryan Kwanten, Martin Starr, Katrina Bowden, Jeanne Tripplehorn et Thomas Lennon ont obtenu un rôle le temps d'un épisode.

### Diffusions
Aux États-Unis, la saison a été diffusée du 20 septembre 2011 au 8 mai 2012 sur FOX et en simultané sur Citytv, au Canada.
La diffusion francophone va se dérouler ainsi :
- En France, la série est diffusée depuis le 19 novembre 2012[17] sur TF6[18] et depuis le 21 février 2014 sur M6[19]
- En Suisse, depuis le 7 mai 2013 sur la RTS Deux[20]
- Au Québec, à partir du 28 août 2014 sur VRAK[21]
- Aucune information concernant la Belgique n'est connue.

## Liste des épisodes

### Épisode 1:Trois gars, une fille
- États-Unis /  Canada : 20 septembre 2011 sur FOX / Citytv
- France :
  - 19 novembre 2012 sur TF6[17],[22]
  - 21 février 2014 sur M6[19]
- Suisse : 7 mai 2013 sur RTS Deux[20]
- Québec : 28 août 2014 sur VRAK[21]

- États-Unis : 10,28 millions de téléspectateurs[23] (première diffusion)

- Damon Wayans Jr. (Coach)
- Ian Wolterstorff (Spencer)
- Joey Luthman (Walter)
- David Neher (Benjamin)
- Jack Yang (Peter)

### Épisode 2:Kryptonite
- États-Unis : 27 septembre 2011 sur FOX
- France :
  - 19 novembre 2012 sur TF6[17],[22]
  - 21 février 2014 sur M6
- Suisse : 14 mai 2013 sur RTS Deux
- Québec : 4 septembre 2014 sur VRAK.TV

- États-Unis : 9,28 millions de téléspectateurs[24] (première diffusion)

- Ian Wolterstorff (Spencer)
- Ashton Swinford (Rochelle)

- À partir de cet épisode, Coach n'apparaît plus et Winston - un ancien colocataire - reprend sa place.

### Épisode 3:La Danse des canards
- États-Unis : 4 octobre 2011 sur FOX
- France :
  - 19 novembre 2012 sur TF6[17],[22]
  - 21 février 2014 sur M6
- Suisse : 21 mai 2013 sur RTS Deux
- Québec : 11 septembre 2014 sur VRAK.TV

- États-Unis : 8,65 millions de téléspectateurs[25] (première diffusion)

- Natasha Lyonne (Gretchen)
- Katie Cassidy (Brooke)
- Armaan Juneja (Jimmy)

### Épisode 4:Le Bâton des sentiments
- États-Unis : 1er novembre 2011 sur FOX
- France :
  - 19 novembre 2012 sur TF6[17],[22]
  - 28 février 2014 sur M6
- Suisse : 28 mai 2013 sur RTS Deux
- Québec : 18 septembre 2014 sur VRAK.TV

- États-Unis : 7,42 millions de téléspectateurs[26] (première diffusion)

- Lake Bell (Amanda)

### Épisode 5:L'Ouragan Cece
- États-Unis : 8 novembre 2011 sur FOX
- France :
  - 26 novembre 2012 sur TF6[22]
  - 28 février 2014 sur M6
- Suisse : 4 juin 2013 sur RTS Deux
- Québec : 25 septembre 2014 sur VRAK.TV

- États-Unis : 6,84 millions de téléspectateurs[27] (première diffusion)

### Épisode 6:Mortel Thanksgiving
- États-Unis : 15 novembre 2011 sur FOX
- France :
  - 26 novembre 2012 sur TF6[22]
  - 28 février 2014 sur M6
- Suisse : 11 juin 2013 sur RTS Deux
- Québec : 2 octobre 2014 sur VRAK.TV

- États-Unis : 6,91 millions de téléspectateurs[28] (première diffusion)

### Épisode 7:Sauvés par le dong
- États-Unis : 29 novembre 2011 sur FOX
- France :
  - 26 novembre 2012 sur TF6[22]
  - 14 mars 2014 sur M6
- Suisse : 18 juin 2013 sur RTS Deux
- Québec : 9 octobre 2014 sur VRAK.TV

- États-Unis : 7,59 millions de téléspectateurs[29] (première diffusion)

### Épisode 8:De l'importance d'être un bon coup
- États-Unis : 6 décembre 2011 sur FOX
- France :
  - 26 novembre 2012 sur TF6[22]
  - 14 mars 2014 sur M6
- Suisse : 25 juin 2013 sur RTS Deux
- Québec : 16 octobre 2014 sur VRAK.TV

- États-Unis : 6,79 millions de téléspectateurs[30] (première diffusion)

- Eva Amurri (Beth)

### Épisode 9:Le Râteau de Noël
- États-Unis : 13 décembre 2011 sur FOX
- France :
  - 3 décembre 2012 sur TF6[22]
  - 21 mars 2014 sur M6
- Suisse : 2 juillet 2013 sur RTS Deux
- Québec : 23 octobre 2014 sur VRAK.TV

- États-Unis : 6,82 millions de téléspectateurs[31] (première diffusion)

### Épisode 10:À plus dans le bus
- États-Unis : 17 janvier 2012 sur FOX
- France :
  - 3 décembre 2012 sur TF6[22]
  - 21 mars 2014 sur M6
- Suisse : 8 juillet 2013 sur RTS Deux
- Québec : 30 octobre 2014 sur VRAK.TV

- États-Unis : 6,97 millions de téléspectateurs[32] (première diffusion)

- David Neher (Benjamin)
- Matt Besser (Martin Fuller)

### Épisode 11:Trucs de filles
- États-Unis : 31 janvier 2012 sur FOX
- France :
  - 3 décembre 2012 sur TF6[22]
  - 28 mars 2014 sur M6
- Suisse : 9 juillet 2013 sur RTS Deux
- Québec : 6 novembre 2014 sur VRAK.TV

- États-Unis : 7,29 millions de téléspectateurs[33] (première diffusion)

### Épisode 12:Le Mal partout
- États-Unis : 7 février 2012 sur FOX
- France :
  - 3 décembre 2012 sur TF6[22]
  - 28 mars 2014 sur M6
- Suisse : 10 juillet 2013 sur RTS Deux
- Québec : 13 novembre 2014 sur VRAK.TV

- États-Unis : 6,83 millions de téléspectateurs[34] (première diffusion)

- Jeff Kober (Remy)

### Épisode 13:Recherche Valentin désespérément
- États-Unis : 14 février 2012 sur FOX
- France :
  - 10 décembre 2012 sur TF6[22]
  - 4 avril 2014 sur M6
- Suisse : 23 juillet 2013 sur RTS Deux
- Québec : 8 janvier 2015 sur VRAK.TV

- États-Unis : 6,47 millions de téléspectateurs[35] (première diffusion)

- Ryan Kwanten (Oliver)
- Clark Duke (Cliff)
- Stephen Amell (Kyle)
- Leslie Miller (Tia)
- Vanessa Ragland (Sophia)

### Épisode 14:Le Sens caché du cactus
- États-Unis : 21 février 2012 sur FOX
- France :
  - 10 décembre 2012 sur TF6[22]
  - 4 avril 2014 sur M6
- Suisse : 24 juillet 2013 sur RTS Deux
- Québec : 15 janvier 2015 sur VRAK.TV

- États-Unis : 6,27 millions de téléspectateurs[36] (première diffusion)

- Joey King (Brianna)

### Épisode 15:La Boule d'angoisse
- États-Unis : 6 mars 2012 sur FOX
- France :
  - 10 décembre 2012 sur TF6[22]
  - 11 avril 2014 sur M6
- Suisse : 23 juillet 2013 sur RTS Deux
- Québec : 22 janvier 2015 sur VRAK.TV

- États-Unis : 6 millions de téléspectateurs[37] (première diffusion)

### Épisode 16:Peace and Love
- États-Unis : 13 mars 2012 sur FOX
- France :
  - 10 décembre 2012 sur TF6[22]
  - 11 avril 2014 sur M6
- Suisse : 7 août 2013 sur RTS Deux
- Québec : 29 janvier 2015 sur VRAK.TV

- États-Unis : 5,74 millions de téléspectateurs[38] (première diffusion)

### Épisode 17:Monsieur j'ai-tout-bon, première partie
- États-Unis : 20 mars 2012 sur FOX
- France :
  - 17 décembre 2012 sur TF6[22]
  - 18 avril 2014 sur M6
- Suisse : 13 août 2013 sur RTS Deux
- Québec : 5 février 2015 sur VRAK.TV

- États-Unis : 5,18 millions de téléspectateurs[39] (première diffusion)

- Randall Park (Will)
- Ajay Vidure (Brendan)
- Julie Brister (Claire)
- Beth Crosby (Donna)
- Claire Titelman (Val)
- Blake Garrett (Elvin)

### Épisode 18:Monsieur j'ai-tout-bon, deuxième partie
- États-Unis : 27 mars 2012 sur FOX
- France :
  - 17 décembre 2012 sur TF6[22]
  - 18 avril 2014 sur M6
- Suisse : 20 août 2013 sur RTS Deux
- Québec : 12 février 2015 sur VRAK.TV

- États-Unis : 4,96 millions de téléspectateurs[40] (première diffusion)

- Martin Starr (Dirk)

### Épisode 19:Inavouable secrets
- États-Unis : 3 avril 2012 sur FOX
- France :
  - 17 décembre 2012 sur TF6[22]
  - 25 avril 2014 sur M6
- Suisse : 21 août 2013 sur RTS Deux
- Québec : 19 février 2015 sur VRAK.TV

- États-Unis : 4,59 millions de téléspectateurs[41] (première diffusion)

- Katrina Bowden (Holly)
- Sophie Kargman (Lindsey)
- Jessica Blair Herman (Lena)
- Rebecca Reid (Nadia)
- Sasha Neboga (Masha)
- Rakefet Abergel (Claire)

### Épisode 20:Un week-end normal
- États-Unis : 10 avril 2012 sur FOX
- France :
  - 17 décembre 2012 sur TF6[22]
  - 25 avril 2014 sur M6
- Suisse : 26 août 2013 sur RTS Deux
- Québec : 26 février 2015 sur VRAK.TV

- États-Unis : 5,23 millions de téléspectateurs[42] (première diffusion)

- Dermot Mulroney (Russell)
- Phil Hendrie (Joe Napoli)
- Michaela Watkins (Gina)
- Blake Garrett (Elvin)
- Kareem Abdul Jabbar (lui-même)

### Épisode 21:L'Indien dans le placard
- États-Unis : 17 avril 2012 sur FOX
- France :
  - 24 décembre 2012 sur TF6[22]
  - 2 mai 2014 sur M6
- Suisse : 3 septembre 2013 sur RTS Deux
- Québec : 12 mars 2015 sur VRAK.TV

- États-Unis : 5,22 millions de téléspectateurs[43] (première diffusion)

- Jeanne Tripplehorn (Ouli)
- Phil Hendrie (Joe Napoli)
- Annalise Basso (Sarah)
- Chloe Bridges (Chloe)
- Michael Strahan (lui-même)

### Épisode 22:Fruits de la passion
- États-Unis : 24 avril 2012 sur FOX
- France :
  - 24 décembre 2012 sur TF6[22]
  - 2 mai 2014 sur M6
- Suisse : 8 octobre 2013 sur RTS Deux
- Québec : 19 mars 2015 sur VRAK.TV

- États-Unis : 5,2 millions de téléspectateurs (première diffusion)

- Jeanne Tripplehorn (Ouli)
- Rebecca Reid (Nadia)

### Épisode 23:Les Réchauffeurs
- États-Unis : 1er mai 2012 sur FOX
- France : 
  - 24 décembre 2012 sur TF6[22]
  - 9 mai 2014 sur M6
- Suisse : 29 octobre 2013 sur RTS Deux
- Québec : 26 mars 2015 sur VRAK.TV

- États-Unis : 4,4 millions de téléspectateurs[44] (première diffusion)

- Phil Hendrie (Joe Napoli)
- Madhur Jaffrey (Nana)
- Jack Carter (Burt)
- Angela McEwan (Marjorie)
- Melissa Tang (Jenn)
- Jack Axelrod (Charlie)

### Épisode 24:À la prochaine!
- États-Unis : 8 mai 2012 sur FOX[45]
- France : 
  - 24 décembre 2012 sur TF6[22]
  - 9 mai 2014 sur M6
- Suisse : 3 novembre 2013 sur RTS Deux
- Québec : 2 avril 2015 sur VRAK.TV

- États-Unis : 5,61 millions de téléspectateurs[46] (première diffusion)

- Thomas Lennon (Neil)
- Jeff Kober (Remy)
- Matthew Smith (Gino)